# Dirk Nielandt
Dirk Nielandt, né le 5 août 1964 à Vilvorde (province du Brabant flamand), est un auteur jeunesse belge et scénariste de bande dessinée néerlandophone.

## Biographie
Dirk Nielandt naît le 5 août 1964 à Vilvorde. Il travaille professionnellement comme scénariste pour de nombreux programmes pour enfants depuis plus de dix ans. Il est également auteur jeunesse et il travaille avec le scénariste du classique Disney Pocahontas et du premier film d'animation DreamWorks Le Prince d'Égypte.
Dans les années 1990, il est pendant un certain temps rédacteur en chef de l'hebdomadaire Suske en Wiske.
Depuis la mi-2004, il est également le scénariste attitré de la série de bande dessinée Les P'tits Bob et Bobette (à partir du volume 5) pour le dessinateur Jeff Broeckx.
Nielandt écrit également des scénarios pour les séries Ketnet Spring et De 5e boog.
En février 2006, Nielandt travaille sur le scénario du dessin animé Bob et Bobette : Les Diables du Texas avec Guy Mortier. Le film sort en salles en juillet 2009.
Il écrit aussi des épisodes pour des séries policières flamandes, telles que : Witse, Wolven et Code 37.
Il écrit également un épisode pour la 21e série du FC De Kampioenen et il écrit aussi des scénarios pour la deuxième saison de De Rodenburgs et pour la série VTM Deadline 14/10.
En 2012, il écrit des épisodes pour Zone Stad et pour les séries ultérieures Zuidflank et Deadline 14/10. En 2013, il écrit pour Girlfriends, Albert II, Ontspoord, Deadline 25/5 et Urgence disparitions. En 2014, il co-écrit les séries policières Vossenstreeks (le titre provisoire était Oude Vossen) et Coppers. La collaboration avec le réalisateur Maarten Moerkerke et sa série télévisée se poursuit en 2015 lorsqu'il co-écrit 13 Commandements.

## Œuvre

### Albums de bande dessinée

#### Les P'tits Bob et Bobette
- 5. Graines de héros, De Standaard, Anvers, juin 2007
Scénario : Dirk Nielandt - Dessin : Jeff Broeckx - Couleurs : quadrichromie -  (ISBN 978-90-02-02138-1)
- 6. Bulles de savon, De Standaard, Anvers, octobre 2007
Scénario : Dirk Nielandt, Kris De Saeger - Dessin : Jeff Broeckx - Couleurs : quadrichromie -  (ISBN 978-90-02-02139-8)
- 7. Plaisir de rire, De Standaard, Anvers, janvier 2008
Scénario : Dirk Nielandt, Kris De Saeger - Dessin : Jeff Broeckx - Couleurs : quadrichromie -  (ISBN 978-90-02-02411-5)
- 8. Boum badaboum, De Standaard, Anvers, mai 2008
Scénario : Dirk Nielandt, Kris De Saeger - Dessin : Jeff Broeckx - Couleurs : quadrichromie -  (ISBN 978-90-02-02412-2)
- 9. Vroum, vroum !, De Standaard, Anvers, octobre 2008
Scénario : Dirk Nielandt, Kris De Saeger - Dessin : Jeff Broeckx - Couleurs : quadrichromie -  (ISBN 978-90-02-02413-9)
- 10. Bisou, bisou, De Standaard, Anvers, février 2009
Scénario : Dirk Nielandt, Kris De Saeger - Dessin : Jeff Broeckx - Couleurs : quadrichromie -  (ISBN 978-90-02-02459-7)
- 11. Sprint final, De Standaard, Anvers, mai 2009
Scénario : Dirk Nielandt, Kris De Saeger - Dessin : Jeff Broeckx - Couleurs : quadrichromie -  (ISBN 978-90-02-02460-3)
- 12. Des hauts et des bas, Éditions Standaard, Anvers, octobre 2009
Scénario : Dirk Nielandt, Kris De Saeger - Dessin : Jeff Broeckx - Couleurs : quadrichromie -  (ISBN 9789002024610)
- 13. Cache-cache, Éditions Standaard, Anvers, février 2010
Scénario : Dirk Nielandt, Kris De Saeger - Dessin : Jeff Broeckx - Couleurs : quadrichromie -  (ISBN 9789002024924)
- 14. Soleil, soleil, Éditions Standaard, Anvers, mai 2010
Scénario : Dirk Nielandt, Kris De Saeger - Dessin : Jeff Broeckx, Dick Heins - Couleurs : Scarlett -  (ISBN 9789002024931)
- 15. Drôles de bêtes, Éditions Standaard, Anvers, novembre 2010
Scénario : Dirk Nielandt, Kris De Saeger - Dessin : Jeff Broeckx - Couleurs : quadrichromie -  (ISBN 978-90-02-02494-8)
- 16. Le Sport, c'est fun !, Éditions Standaard, Anvers, février 2011
Scénario : Dirk Nielandt, Kris De Saeger - Dessin : Jeff Broeckx, Dick Heins - Couleurs : quadrichromie -  (ISBN 9789002025211)
- HS3. Hush puppies, Éditions Standaard, Anvers, 2008
Scénario : Dirk Nielandt, Kris De Saeger - Dessin : Jeff Broeckx - Couleurs : quadrichromie — Album publicitaire réalisé pour Hush Puppies, édition bilingue français-néerlandais.
- HS4. Bonjour Saint-Nicolas, Éditions Standaard, Anvers, 2010
Scénario : Dirk Nielandt - Dessin : Jeff Broeckx - Couleurs : quadrichromie — Contient des coloriages, des jeux, etc.

### Livre jeunesse
- Mon amour de petite sœur, ad. Benoît Coppée, avec Daniëlle Roothooft, Averbode, 2012.